# Rasmus Kristensen
Rasmus Kristensen, né le 11 juillet 1997 à Ikast-Brande au Danemark, est un footballeur international danois évoluant au poste d'arrière droit à l'Eintracht Francfort.

## Biographie

### En club

#### FC Midtjylland
En 2012, Nissen signe un contrat avec le centre de formation du FC Midtjylland.
Nissen fait ses débuts avec le FC Midtjylland le 7 mars 2016, lors d'un match de championnat contre le FC Nordsjælland. Nissen commence la rencontre sur le banc et rentre à la 39e minute pour remplacer Václav Kadlec. Le match se termine par une défaite du FC Midtjylland sur le score de 2 buts à 1.
Nissen signe son premier contrat professionnel d'une durée de cinq ans avec l'équipe première à l'été 2016 à l'âge de 18 ans.

#### Ajax Amsterdam
Le 23 janvier 2018, il rejoint l'Ajax Amsterdam où il signe un contrat de quatre ans et demi. Le 7 février 2018, il joue son premier match pour l'Ajax lors d'une rencontre de championnat face au Roda JC. Il est titularisé et son équipe s'impose par quatre buts à deux.
Il ne joue cependant pas beaucoup avec l'Ajax, l'émergence de Noussair Mazraoui qui s'impose comme un titulaire au poste d'arrière droit ne lui permet pas de gagner beaucoup de temps de jeu.

#### Red Bull Salzbourg
En juillet 2019, il rejoint le Red Bull Salzbourg, club avec lequel il signe un contrat de cinq ans.

#### Leeds United et prêt
Le 8 janvier 2022 est annoncé le transfert de Rasmus Nissen Kristensen à Leeds United pour 13 M €. Le danois s'engage jusqu'en 2027.
Le 14 juillet 2023, le club anglais étant relégué en Championship, Rasmus Nissen Kristensen rejoint l'AS Rome sous la forme d'un prêt d'une saison.Il inscrit son premier but pour l'AS Rome le 3 décembre 2023 contre l'US Sassuolo. Entré en jeu ce jour-là, il participe à la victoire de son équipe par deux buts à un.

#### Eintracht Francfort
La saison suivante, il est prêté avec option d'achat à l'Eintracht Francfort.
Le 16 avril 2025, l'option d'achat de 9 millions d'euros est levé et il devient un joueur officiellement un joueur du club allemand. Il est alors lié jusqu'en juin 2029.

### En sélection
Rasmus Nissen Kristensen honore sa première sélection avec l'équipe nationale du Danemark le 4 septembre 2021, contre les îles Féroé. Il est titularisé et son équipe s'impose par un but à zéro.
Le 7 novembre 2022, il est sélectionné par Kasper Hjulmand pour participer à la Coupe du monde 2022.
Le 30 mai 2024, il figure dans la liste des 26 joueurs danois retenus par Kasper Hjulmand pour participer à l'Euro 2024,.

## Statistiques
| Saison                | Club                       | Championnat           | Championnat | Championnat | Championnat | Coupe(s) nationale(s) | Coupe(s) nationale(s) | Coupe(s) nationale(s) | Compétition(s) continentale(s) | Compétition(s) continentale(s) | Compétition(s) continentale(s) | Compétition(s) continentale(s) | Total | Total | Total |
| Saison                | Club                       | Division              | M.          | B.          | P.d.        | M.                    | B.                    | P.d.                  | Comp.                          | M.                             | B.                             | P.d.                           | M.    | B.    | P.d.  |
| 2015-2016             | FC Midtjylland             | Superliga             | 12          | 1           | 2           | -                     | -                     | -                     | -                              | -                              | -                              | -                              | 12    | 1     | 2     |
| 2016-2017             | FC Midtjylland             | Superliga             | 34          | 2           | 5           | 4                     | 0                     | 3                     | C3                             | 8                              | 0                              | 3                              | 46    | 2     | 11    |
| 2017-2018             | FC Midtjylland             | Superliga             | 17          | 3           | 2           | -                     | -                     | -                     | C3                             | 7                              | 1                              | 1                              | 24    | 4     | 3     |
| Sous-total            | Sous-total                 | Sous-total            | 63          | 3           | 9           | 4                     | 0                     | 3                     | -                              | 15                             | 1                              | 4                              | 82    | 4     | 16    |
| 2017-2018             | Ajax Amsterdam             | Eredivisie            | 8           | 0           | 0           | -                     | -                     | -                     | -                              | -                              | -                              | -                              | 8     | 0     | 0     |
| 2018-2019             | Ajax Amsterdam             | Eredivisie            | 12          | 0           | 3           | 5                     | 1                     | 3                     | C1                             | 2                              | 0                              | 0                              | 19    | 1     | 6     |
| Sous-total            | Sous-total                 | Sous-total            | 20          | 0           | 3           | 5                     | 1                     | 3                     | -                              | 2                              | 0                              | 0                              | 27    | 1     | 6     |
| 2019-2020             | Red Bull Salzbourg         | Bundesliga            | 12          | 0           | 1           | 2                     | 0                     | 1                     | C1                             | 6                              | 0                              | 0                              | 20    | 0     | 2     |
| 2020-2021             | Red Bull Salzbourg         | Bundesliga            | 31          | 3           | 5           | 5                     | 1                     | 3                     | C1+C3                          | 6+2                            | 0+0                            | 1+0                            | 44    | 4     | 9     |
| 2021-2022             | Red Bull Salzbourg         | Bundesliga            | 29          | 7           | 4           | 6                     | 3                     | 3                     | C1                             | 10                             | 0                              | 1                              | 45    | 10    | 8     |
| Sous-total            | Sous-total                 | Sous-total            | 72          | 10          | 10          | 13                    | 4                     | 7                     | -                              | 24                             | 0                              | 2                              | 109   | 14    | 19    |
| 2022-2023             | Leeds United               | Premier League        | 26          | 3           | 1           | 4                     | 0                     | 0                     | -                              | -                              | -                              | -                              | 30    | 3     | 1     |
| 2023-2024             | AS Rome (prêt)             | Serie A               | 29          | 1           | 1           | 2                     | 0                     | 0                     | C3                             | -                              | -                              | -                              | 31    | 1     | 1     |
| 2024-2025             | Eintracht Francfort (prêt) | Bundesliga            | 30          | 5           | 4           | 2                     | 0                     | 0                     | C3                             | 11                             | 1                              | 0                              | 43    | 6     | 4     |
| 2025-2026             | Eintracht Francfort        | Bundesliga            | 0           | 0           | 0           | 1                     | 0                     | 0                     | C3                             | 0                              | 0                              | 0                              | 1     | 0     | 0     |
| Sous-total            | Sous-total                 | Sous-total            | 30          | 5           | 4           | 3                     | 0                     | 0                     | -                              | 11                             | 1                              | 0                              | 44    | 6     | 4     |
| Total sur la carrière | Total sur la carrière      | Total sur la carrière | 238         | 22          | 28          | 31                    | 5                     | 10                    | -                              | 52                             | 2                              | 7                              | 321   | 29    | 45    |

## Palmarès

### En club
|  |  | FC Midtjylland - Superliga (1) - Champion : 2018 | Ajax Amsterdam - Eredivisie (1) - Champion : 2019 - Vice-champion : 2018 - Coupe des Pays-Bas (1) - Vainqueur : 2019 |